# Smådoppingar
För arten Tachybaptus ruficollis, se smådopping.
Smådoppingar (Tachybaptus) är ett fågelsläkte i familjen doppingar inom ordningen doppingfåglar. Släktet består av fyra nu levande som förekommer på alla kontinenter utom Antarktis samt en nyligen utdöd art:
- Alaotradopping (T. rufolavatus) – utdöd
- Smådopping (T. ruficollis)
- Australisk smådopping (T. novaehollandiae)
- Madagaskarsmådopping (T. pelzelnii)
- Dvärgdopping (T. dominicus)